# Marzenna Zaorska
Marzenna Zaorska (ur. 5 grudnia 1960 w Górowie Iławeckim) – polska pedagog specjalna, logopeda, tyflopedagog, prof. dr hab. Uniwersytetu Warmińsko-Mazurskiego w Olsztynie.

## Życiorys
W latach 1994–2000 była kierownikiem Podyplomowego Studium Oligofrenopedagogiki na Uniwersytecie Warmińsko-Mazurskim. Od 2000 do 2002 pełniła funkcję pełnomocnika rektora tej uczelni do spraw niepełnosprawnych studentów. Od 1999 do 2002 była członkiem rady Wydziału Pedagogiki i Wychowania Artystycznego UWM, a w latach 2004-2005 pełnomocnikiem dziekana Wydziału Nauk Społecznych i Sztuki do spraw dydaktycznych. Od 2004 do 2005 kierowała Katedrą Pedagogiki w Wyższej Szkole Informatyki i Ekonomii TWP w Olsztynie (Wydział Zamiejscowy w Kętrzynie). W latach 2005–2006 pełniła funkcję prodziekana Wydziału Nauk Humanistyczno-Społecznych w Olsztynie warszawskiej WSP TWP. Od 2005 do 2006 była kierownikiem Studiów Doktoranckich na Wydziale Nauk Społecznych i Sztuki UWM. W latach 2008 do 2013 kierowała Katedrą Pedagogiki Specjalnej Wydziału Nauk Pedagogicznych Uniwersytetu Mikołaja Kopernika w Toruniu. 

## Zainteresowania badawcze
Jej zainteresowania badawcze to m.in.:
- edukacja i rehabilitacja,
- wspomaganie rozwoju dzieci z uszkodzonym wzrokiem, słuchem, niepełnosprawnością złożoną,
- kształcenie kompetencji komunikacyjnych u dzieci z zaburzeniami mowy,
- alternatywne metody komunikacji u osób z równoczesną słuchowo-wzrokową niepełnosprawnością (głuchoniewidomych),
- podmiotowość, autonomia, kreatywność, rozwijanie aktywności twórczej osób z dualną niepełnosprawnością słuchu i wzroku,
- diagnoza, terapia pedagogiczna dzieci z niepełnosprawnością słuchową, wzrokową, z jednoczesną słuchowo-wzrokową niepełnosprawnością (głuchoniewidomych),
- kompetencje zawodowe i osobowościowe specjalistów pracujących z osobami o wielozakresowej niepełnosprawności,
- socjalizacja i przygotowanie do życia ludzi z zaburzeniami złożonymi,
- wsparcie społeczne osób z niepełnosprawnością oraz środowisk, w których żyją i przebywają[4].

## Osiągnięcia
Była promotorką około 60 prac licencjackich, pięciuset magisterskich, dwustu prac na studiach podyplomowych i dwóch prac doktorskich. Napisała dwa dzienniki dla systemu edukacji. Jest członkiem Zespołu Roboczego Pedagogiki Specjalnej przy Komitecie Nauk Pedagogicznych Polskiej Akademii Nauk (jest przewodniczącą Zespołu ds. Etyki w Pedagogice Specjalnej działającego w ramach Zespołu Roboczego Pedagogiki Specjalnej przy Komitecie Nauk Pedagogicznych Polskiej Akademii Nauk).

## Nagrody
Zdobyła następujące nagrody i wyróżnienia: 
- nagrody Rektora Wyższej Szkoły Pedagogicznej w Olsztynie za osiągnięcia naukowe (1992 – I stopnia, 1997 – II stopnia),
- nagrody Rektora Uniwersytetu Warmińsko-Mazurskiego w Olsztynie (II stopnia) za osiągnięcia naukowe (2000 oraz 2004),
- Złota Odznaka Honorowa Polskiego Związku Niewidomych (2001),
- Srebrny Krzyż Zasługi (2006),
- nagroda Rektora UMK drugiego stopnia (2011) za publikację z 2010 Edukacja i rehabilitacja osób głuchoniewidomych w Polsce i Rosji (rozwój i stan obecny),
- nagroda Rektora UMK trzeciego stopnia za działalność organizacyjną (2012),
- Medal Copernicusa za działalność naukową (2012),
- Medal „Zasłużony dla UMK” (2013),
- nagroda Rektora Wyższej Szkoły Informatyki i Ekonomii TWP w Olsztynie za działalność naukową (2013)[4].

W 2015 uhonorowana ukraińskim Medalem im. N.I. Pilman, jako dowód uznania za współpracę z tyflopedagogami ukraińskimi.